# Константино-Еленинская башня
Константи́но-Еле́нинская башня (ранее Тимофе́евская, в просторечии — Пыточная башня) — башня стены Московского Кремля. Расположена на восточной стороне, выше Беклемишевской башни. Построена в 1490 году итальянским архитектором Пьетро Антонио Солари (Петром Фрязином) на месте Тимофеевских ворот белокаменного Кремля Дмитрия Донского
.

## История

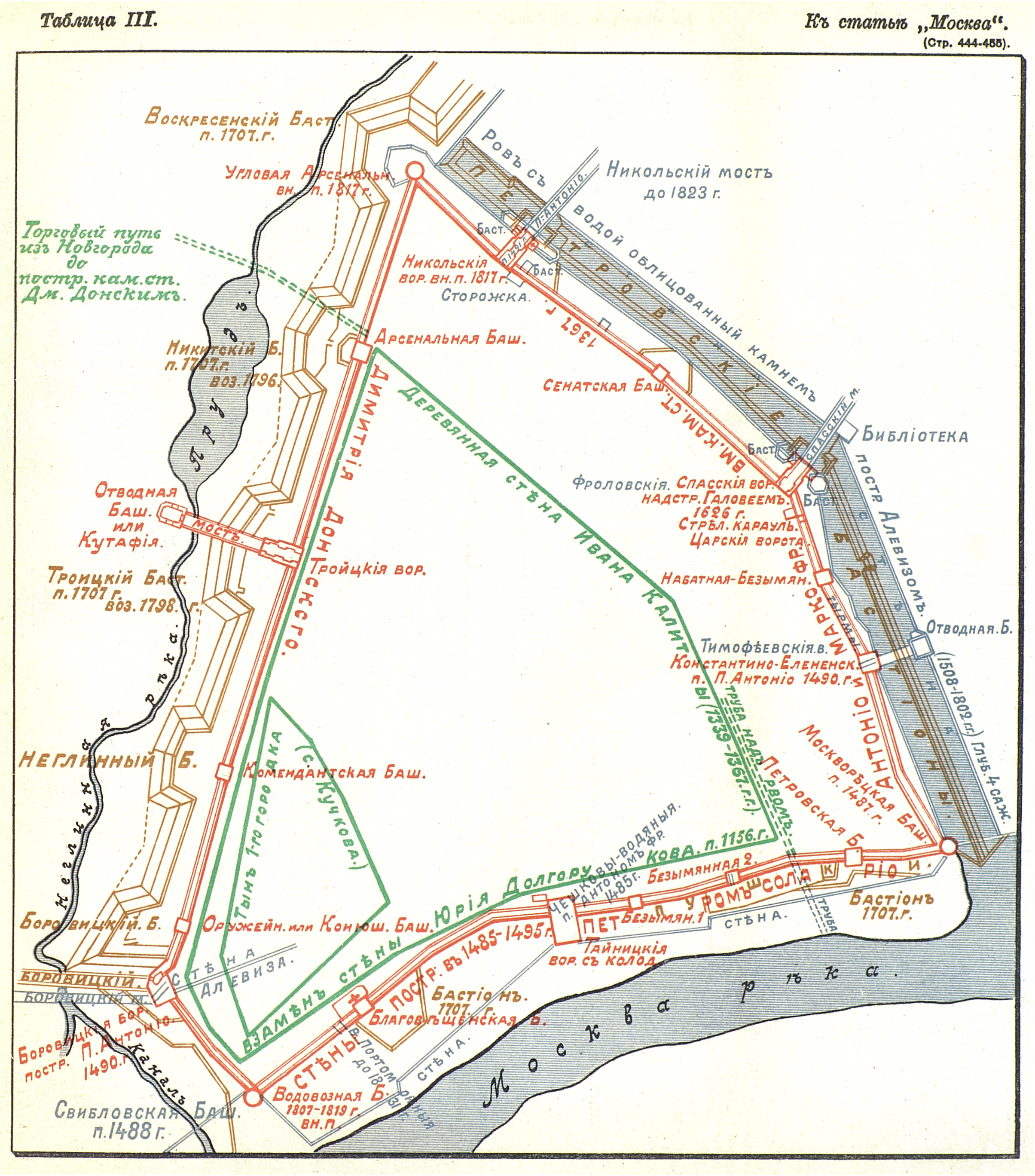
План постепенного развития Московского Кремля, 1914 год

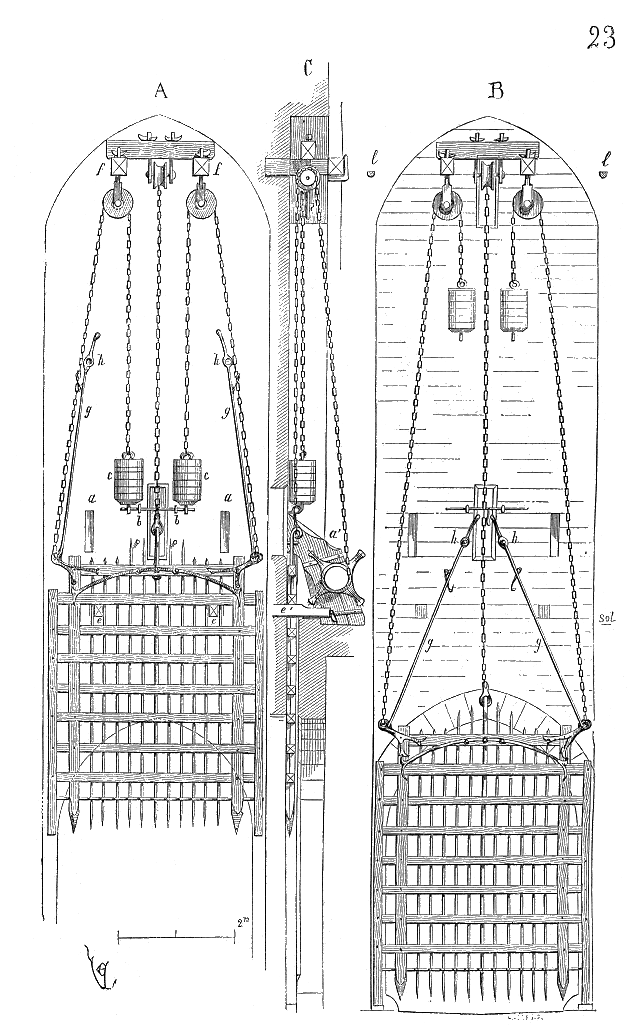
Устройство герсовых решёток Нарбонских ворот Каркассона. Чертёж из Словаря французской архитектуры Э. Э. Виолле-ле-Дюка, 1856 год

### Строительство и назначение
Пётр Фрязин построил башню в 1490 году на месте Тимофеевских ворот, она стала пятой его кремлёвской башней. До конца XV века её называли по старой привычке. В Духовной грамоте 1498 года башня ещё значилась как «Тимофеевские ворота». Эти ворота, в свою очередь, были названы в честь воеводы Дмитрия Донского — Тимофея Воронцова-Вельяминова. Ещё в 1380 году через эти ворота Дмитрий Донской выезжал на Куликовскую битву. В кремлёвской описи 1476 года, сделанной после очередного пожара, башня числится под старым названием: «Тимофеевских ворот и князь же великий сам <…> пришед, угасиша то». Последнее упоминание ворот было в духовной грамоте одного из князей, составленной в 1498 году.
Археологи Центра историко-градостроительных исследований отмечают, что со стороны Китай-города на Васильевском спуске находился глубокий ров, созданный Алевизом Фрязином, «выкладенный с обеих сторон каменными стенами длиною 253 сажени, глубиною в 4 сажени, а против Константино-Еленских ворот в 6 сажень; шириною в подошве от 14 до 16 сажень, вверху на 17 сажень».
На отрезке от Фроловской до Константино-Еленинской башни во рву было четыре шлюза. Шлюзы были устроены при Фроловском мосте и отводной стрельнице Константино-Еленинской башни. Два шлюза располагались между Набатной и Константино-Еленинской башнями: один — у южной стороны Набатной башни, другой — ближе к Константино-Еленинской башне. В ходе засыпки рва в первой половине XIX века одна из ступеней на месте разрушенного шлюза некоторое время ещё сохранялась.
Наличие рва у Кремля диктует применение башни. Константино-Еленинская была проездной, часть историков считает, что она даже могла быть главной, потому что связывала Кремль и Великий посад и была выходом на Китай-город. В конце XV века к ней вели две крупные улицы — Всехсвятская (Варварка) и Великая (впоследствии это был Мокринский переулок, который просуществовал до конца 1950-х годов). Ворота башни не только использовались для военных выездов Ивана III и Ивана Грозного. В мирное время через них проезжали в Кремль посадские жители.
Другое важное применение башни — защита подъездных ворот к пристани на Москве-реке. Для этого в башне имелась отводная стрельница — дополнительная башенка для защиты ворот, соединённая с мостом. Мост опускался от отводной стрельницы, а проезд закрывался железными решётками — герсами. Если при нападении солдаты противника проникали в стрельницу, герсы опускались и запирали его в каменном мешке, где их обстреливали с верхних галерей стрельницы. После 1508 года достроили вторую отводную стрельницу, она соединялась с башней мостом, переброшенным через ров. В начале 1520-х годов после набега крымского хана Мухаммед-Герая немецкий инженер Николай Обераке построил предмостные укрепления с вышками, ведущими к башне.
Изначально башня, как и все остальные башни Кремля, не имела конусного завершения. Шатровый верх был достроен над основным четвериком в 1680-х годах. Для этих работ Дворцовый приказ собирал мастеров-каменщиков со всей России. Несмотря на то, что башни и шатры возводили в разное время, они выглядят как единое целое. Черепичные крыши с дозорными вышками давали возможность просматривать окрестности и предупреждать о пожарах, которые часто случались в деревянной Москве.

### Переименование

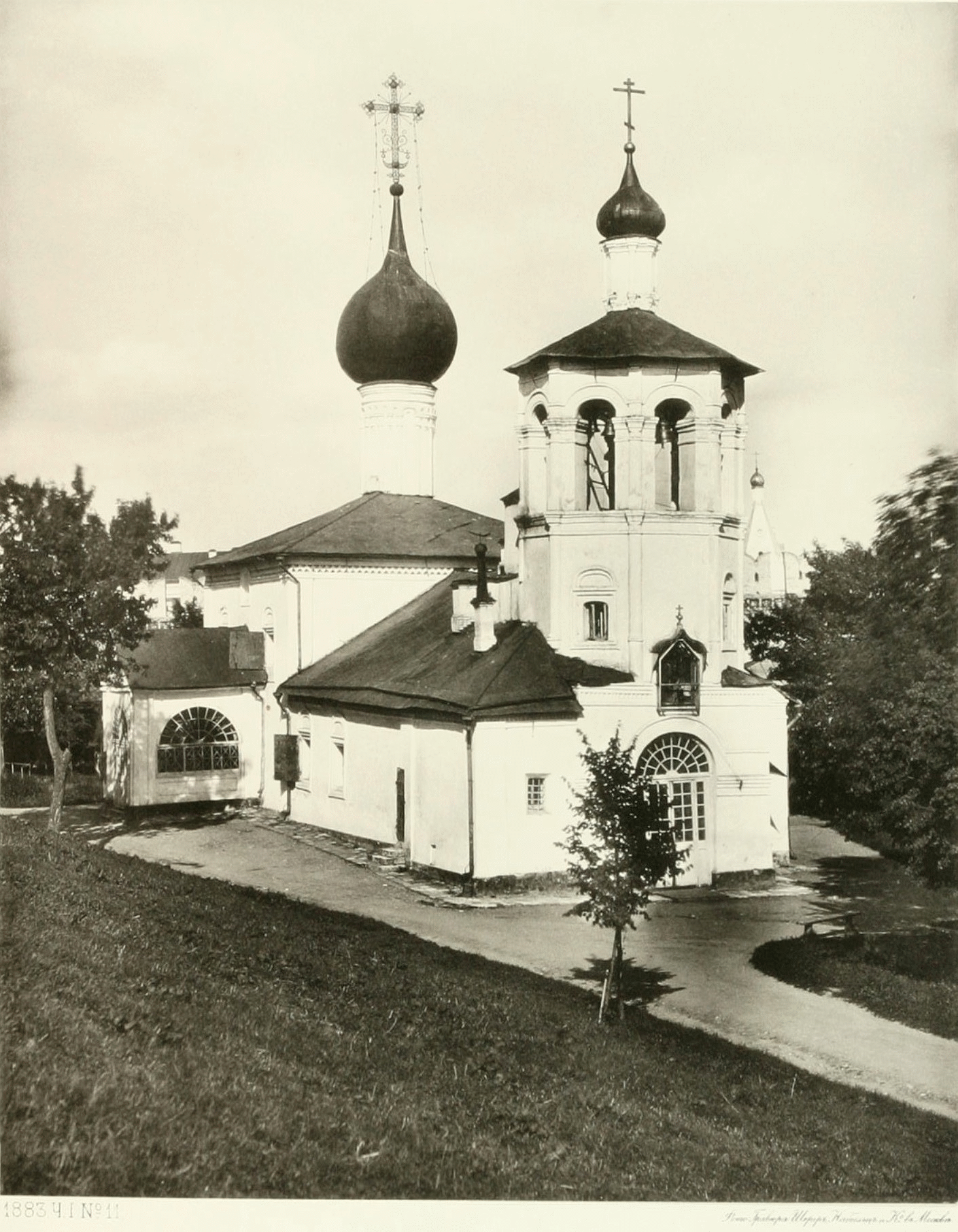
Церковь святых Константина и Елены в Кремле, 1882 год

Современное название башня получила в XVII веке после постройки церкви святых Константина и Елены на территории Тайницкого сада. В 1651 году на месте деревянной церкви построили каменную, которую назвали в честь собора, посвящённого римскому императору Константину и его матери Елене. В 1692-м по приказу Натальи Нарышкиной церковь перестроили. В 1756 году архитектором князем Дмитрием Ухтомским был выполнен новый иконостас и роспись на стенах.
Во время крупного пожара 1812 года церковь избежала разрушения и стала убежищем для москвичей, которые потеряли имущество и дом. В 1836-м её отремонтировали и украсили. В XVIII и XIX веках собор только ремонтировали и украшали, с приходом к власти большевиков храм был разобран в 1928 году при расширении парка и строительстве спортивной площадки для красноармейцев. Под церковью нашли древний колодец и два лаза. Находку запретили исследовать и засыпали. На сегодняшний день на месте церкви находятся хозпостройки и вертолётная площадка.

### Застенки башни

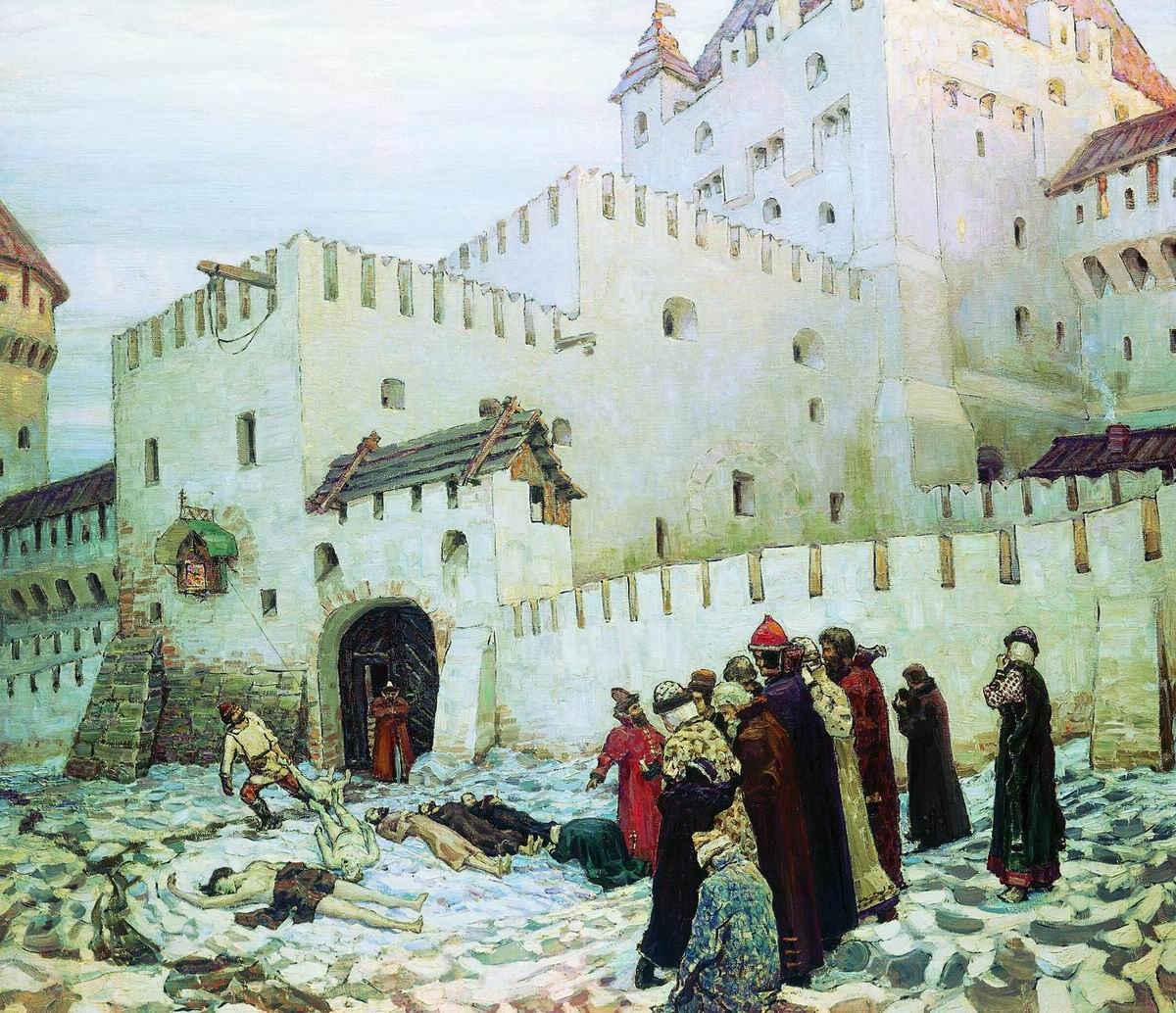
Картина Аполлинария Васнецова, Константино-Еленинские ворота московского застенка на рубеже XVI и XVII веков. 1912 год

Существует версия, что Константино-Еленинская башня была связана тайным ходом с Покровским собором, нижняя часть которого тоже была предназначена для ведения боя. Эта теория подтверждается находкой тайного хода от собора на территорию Кремля. А для скрытного перемещения воинов между Константино-Еленинской и Набатной башнями в толще стены был устроен проход, перекрытый цилиндрическим сводом. Через Константино-Еленинскую башню, одну из немногих, можно было подняться на Кремлёвскую стену.
По мнению некоторых исследователей, мост у Константино-Еленинской башни не поднимался, проникнуть на него можно было лишь после разрушения отводной стрельницы. Считается, что итальянский архитектор Алевиз, участвовавший в градостроительстве Москвы и соорудивший ров-канал протяжённостью 541 метр, расположил в башне слуховой проём. Это породило множество легенд о застенках башни.
В Опись порух и ветхостей 1646—1647 годов, составленной по приказу царя Алексея Михайловича для подготовки к реконструкции Кремлёвской стены, говорится: «…в той же отводной башне сделан слух, и в том слуху лестничный свод засорился и в слуху из сводов кирпичи сыплятся», но этот ход был замурован во время работ. Не исключено, что отводная стрельница также была снабжена слухом, но точных данных нет. Застенки отводной стрельницы Константино-Еленинской башни упоминаются в Описи XVII века как «зелейная казна», которая могла выполнять роль слуха.
В ходе ремонта в стенах нижнего четверика прорезали узкие лестницы для подъёма на верхнюю площадку, внутристенный проход между Константино-Еленинской и Набатной башнями был переоборудован в тюремный застенок и пыточную. В 1894 году вход в эти комнаты обнаружил археолог князь Николай Щербатов:
В Константиновской башне, по стене Московского Кремля, к ней ведущей, существует посейчас крытый коридор с узенькими окошечками, где содержались приговорённые к пытке с заклёпанными устами, которые расклёпывались для ответа и для принятия скудной пищи, и прикованные к стене, в которой были железные пробои и кольца.
В 1707 году на Константино-Еленинской башне расширили бойницы для установки более мощных пушек. После того как отводную стрельницу и нижний ярус башни переоборудовали в тюрьму, в башне разместили Разбойный приказ, который круглосуточно охранялся стрелецкими караулами от двух до 30 человек. Во время бунта 1682 года стрельцы посадили в Константиновский застенок Ивана Нарышкина. В то же время в башне был заключен Стефан фон Гаден, врач покойного Фёдора Алексеевича, обвинённый в отравлении царя. Известно, что в Константино-Еленинской башне отбывали посмертное заточение некоторые участники восстания Ивана Болотникова.
Существование тюрьмы породило множество городских легенд. Например, в одной из них утверждалось, что на стене отводной стрельницы появлялось кровавое пятно, которое потом утекало сквозь каменные стены. После сноса стрельницы в XVIII век легенда стала ассоциироваться с самой Константино-Еленинской башней.

Башню в народе называли Пыточной, поскольку в ней находилась темница, в которой были запытаны до смерти многие участники восстания Болотникова. В XVII веке в башне был устроен Разбойный приказ с подземной тюрьмой. Проход в стене между Тимофеевской и Набатной башнями также использовался для тюремных нужд.
Башня была знаменитая, её страшилась вся Москва, потому что здесь, за толстыми кирпичными стенами, располагался Разбойный Приказ, а под ним темница и дознанный застенок, из-за которого башню в народе называли не её природным красивым именем, а попросту — Пытошной… разбойника дознавать не стали, а сунули до утра в «щель», выемку длиной в три аршина, высотой и шириной в один — не привстать, ни присесть, да и не перевернуться толком. Больше суток в такой мало кто выдерживал, а иные, которые сильно тесноты боятся, и ума лишались. Служители приказа, люди опытные и бывалые, знали: кто в «щели» ночку пролежит, утром на дознании как шелковый будет.Борис Акунин, роман «Алтын-толобас»
В 2016 году советник директора ФСО России Сергей Девятов заявил, что не было найдено ни одного документа по строительству, устройству, проходам, подземным ходам и коммуникациям башни. Предположительно, они были засекречены и уничтожены. Только князю Николаю Щербатову в XVIII веке удалось открыть некоторые секреты кремлёвских стен и башен, но до и после него комплексных научных работ по Кремлю не проводилось.

### Модернизация и ремонт
В 1772 году в башне разрушили проезд. В настоящее время со стороны Васильевского спуска на фасаде видна арка заложенных ворот, углубление для надвратной иконы и следы вертикальных щелей для рычагов подъёмного моста. На верхней площадке основного четверика расположены машикули, заложенные изнутри в конце XVII века, внутри они разделены на два яруса, перекрытых кирпичными сводами. Первый ярус изначально служил для проезда, а второй использовался под служебные помещения.
Капитальный ремонт всех башен осуществлялся в 1802—1805 годах, в это время почти все отводные стрельницы были разобраны. Позже при планировке Васильевского спуска к Москве-реке был засыпан ров, а также нижняя часть башни с воротами. Герсовые решётки и подъёмные мосты были удалены. В 20-х годах XX века при ремонте Константино-Еленинской башни архитектор Иван Рыльский использовал метод укрепления древней кирпичной кладки посредством инъекций раствора. Последующие в 1950-х и 1970-х годах реставрации также были сделаны без изменения исторического облика.
За всю свою историю башня неоднократно получала повреждения. По мнению историков, Константино-Еленинская башня пострадала меньше других башен во время оккупации Москвы Наполеоном, потому что ворота были завалены. В 1917 году во время революционного артобстрела Кремля было повреждено семь башен, в их числе и Константино-Еленинская. Во время Великой Отечественной войны башня почти не пострадала от налётов немецкой авиации.
На башне установлен позолоченный флажок-флюгер. Парапет боевой площадки украшает пояс из ширинок, а фасады — полукруглые колонки и валики.
В XV веке на Константино-Еленинской башне находился барельеф Георгия Победоносца. В 1990-е годы реставраторы пытались реконструировать изображение, но им так и не удалось. В настоящее время этот барельеф хотят восстановить на Спасской башне, хотя некоторые московские скульпторы, например, Дмитрий Тугаринов, высказываются за сохранение исторического местоложения.
В 2010 году Фондом Андрея Первозванного были найдены и восстановлены надвратные иконы Спасской и Никольской башни. Планировалось исследовать и восстановить иконы Константино-Еленинской и других башен.

## Современность

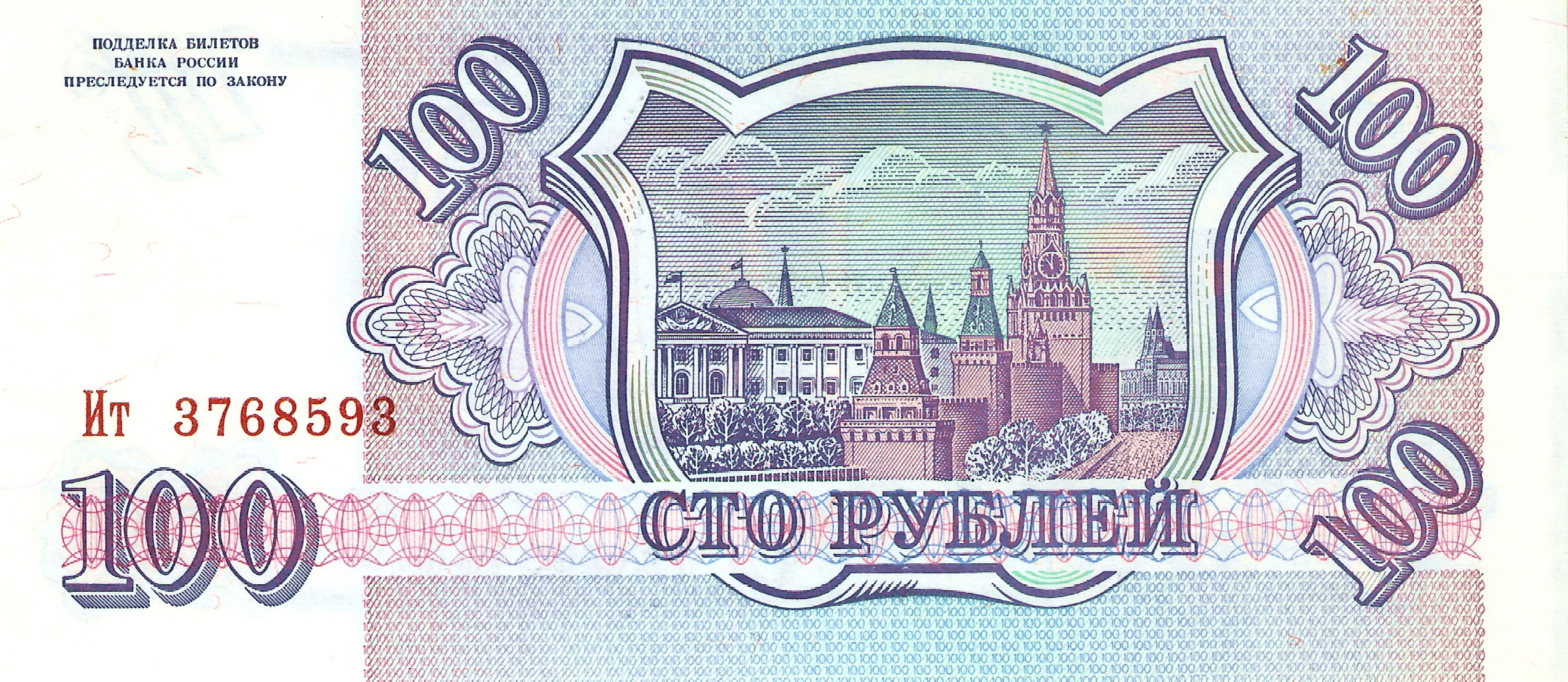
Банкнота достоинством сто рублей образца 1993 года. Обратная сторона, 1993 год

В 1993 году Банк России выпустил купюру номиналом 100 рублей, на обратной стороне которой была изображена Константино-Еленинская башня вместе со Спасской, Набатной и Царской башнями.
Летом 2017 года в Кремль вернули соколов, поскольку эти птицы проживали на территории с царских времён. Жилые боксы расположили на верхнем ярусе Константино-Еленинской башни.
В августе 2017 года комендант Кремля Сергей Хлебников сделал заявление, что стены и башни отреставрируют к 2020 году. За это время должны также привести в порядок водостоки, гидроизоляцию и облицовка стен. Константино-Еленинскую башню и прилегающие фрагменты стен вдоль Васильевского спуска закрыли строительными лесами, работу должны окончить к концу 2018 года.

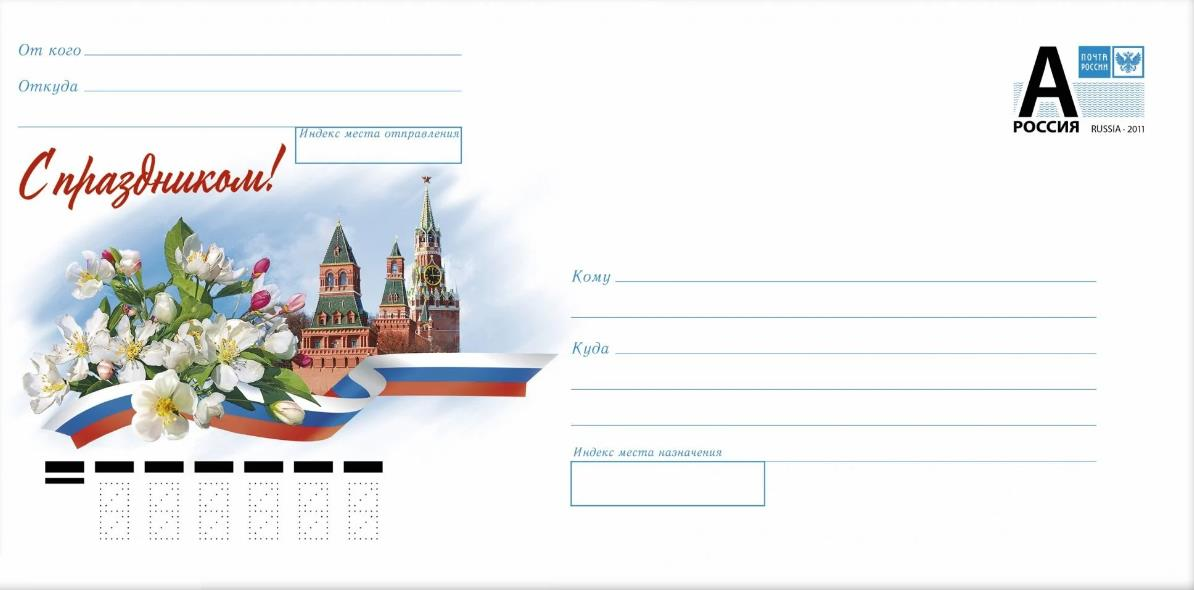
Почтовый конверт России.jpg

В 2022 году выпущен почтовый художественный маркированный конверт на котором изображены: Константино-Еленинская, Набатная, Царская и Спасская башни.

## Примечание
1. 1 2  Рябчиков Е. И., Абрамов А. С., Романовский И. С. Красная площадь. — М.: Московский рабочий, 1980. — С. 63.
2. 1 2  Павел Коробов. «Кремль был засекречен, как разработка ядерной бомбы». «Коммерсантъ» (15 августа 2016). Дата обращения: 13 декабря 2017. Архивировано 7 мая 2021 года.
3. 1 2  Длужневская, 2006, с. 17.
4. ↑  Гончарова, 1980, с. 34.
5. ↑  Ансамбль, 1997, с. 31.
6. 1 2  Колли, 1968, с. 37.
7. 1 2 3  Малиновский, 1992, с. 15.
8. ↑  Гончарова, 1980, с. 38.
9. ↑  Московский Кремль. Путешествие по святым местам (4 ноября 2016). Дата обращения: 13 декабря 2017.
10. ↑  Романюк, 2013, с. 61.
11. ↑  Гончарова, 1980, с. 24.
12. ↑  Борис Устьгов. Президентский кортеж меняет ворота. Известия (16 июня 2006). Дата обращения: 13 декабря 2017. Архивировано 15 апреля 2021 года.
13. ↑  Виктория Приходько. Подземные тайны Кремля (рус.) // Московский Комсомолец : газета. — 2008. — 8 января (№ 24660). Архивировано 26 февраля 2018 года.
14. ↑  И.Е. Забелин. История города Москвы. — М.: Столица, 1990. — 688 с. — ISBN 5-7055-0001-7. Архивировано 26 февраля 2018 года.
15. ↑  Москва, Кремль: Алевизов ров. Информационный портал «Российский туризм» (14 апреля 2016). Дата обращения: 13 декабря 2017. Архивировано 7 декабря 2017 года.
16. ↑  Бродский, 1996, с. 38.
17. ↑  Шевченко, 2005, с. 9.
18. 1 2  Чудо «за рядами», или Пять жизней исторического района Зарядье в Москве. РИА Новости (9 сентября 2017). Дата обращения: 13 декабря 2017. Архивировано 26 февраля 2018 года.
19. ↑  Гончарова, 1980, с. 16.
20. ↑  Гастев, 1841, с. 69.
21. 1 2 3 4  М. Б. Беседина. [coollib.com/b/294036/read Прогулки по днепропетровской Москве]. КулЛиб. Дата обращения: 13 декабря 2017.
22. ↑  Воротникова, 2013, с. 76.
23. 1 2  Ольга Яковлева. Тайны московских подземелий. — М.: РИПОЛ Классик, 2014. — 210 с. — ISBN 978-5-88353-602-0.
24. ↑  Гончарова, 1980, с. 28.
25. 1 2  Воротникова, 2013, с. 141.
26. ↑  Воротникова, 2013, с. 140.
27. 1 2  Романюк, 2013, с. 63.
28. ↑  Рябчиков, 1980, с. 75.
29. ↑  Гончарова, 1980, с. 57.
30. ↑  Бусева-Давыдова, 1997, с. 257.
31. ↑  Бусева-Давыдова, 1997, с. 258.
32. ↑  Романюк, 2013, с. 171.
33. ↑  Марина Раевская. Полет кирпичной ласточки. Невероятные приключения итальянцев на службе у великих князей. Вечерняя Москва (3 мая 2016). Дата обращения: 13 декабря 2017. Архивировано из оригинала 26 февраля 2018 года.
34. ↑  Любимцев, 1997, с. 36.
35. ↑  Бурлак, 2008, с. 288.
36. ↑  Михайлов, 2014, с. 33.
37. 1 2 3 4  Т.М. Белоусова. Тайны подземной Москвы. — М.: РусАрх, 2007. Архивировано 27 февраля 2018 года.
38. ↑  Воротникова, 2013, с. 141—144.
39. ↑  Бартенев, 1912, с. 38.
40. ↑  Фальковский, 1950, с. 20.
41. ↑  Ксения Ларина. Тайны кремлёвской крепости. Радиостанция «Эхо Москвы» (15 октября 2005). Дата обращения: 13 декабря 2017. Архивировано 13 августа 2020 года.
42. ↑  Евдокимов, 2003, с. 77.
43. 1 2  Евдокимов, 2003, с. 78.
44. ↑  
Что на самом деле находится под Московским Кремлём? (недоступная ссылка — история). Информационный портал «Российский туризм» (14 ноября 2016). Дата обращения: 13 декабря 2017.
45. ↑  Михаил Пыляев. Старая Москва. — М.: АСТ, 2007. — 774 с. — ISBN 978-5-17-041503-8. Архивировано 26 февраля 2018 года.
46. ↑  Ирина Сергиевская. Подзменые тайны Кремля (рус.) // Московский Комсомолец : газета. — 2007. — 21 сентября (№ 502). Архивировано 27 февраля 2018 года.
47. ↑  Воротникова, 2013, с. 91.
48. 1 2  Гончарова, 1980, с. 40.
49. ↑  Максим Ветров, Владимир Газетов. Стрелецкая стража Кремля. Независимая газета (24 марта 2017). Дата обращения: 13 декабря 2017. Архивировано 4 августа 2020 года.
50. ↑  Нарышкин, Иван Кириллович // Русский биографический словарь : в 25 томах. — СПб.—М., 1896—1918.
51. ↑  Андрей Михайлович Буровский. Правда о допетровской Руси. «Золотой век» Русского государства. — М.: Яуза, 2010. — 470 с. — ISBN 978-5-699-33899-3. Архивировано 26 февраля 2018 года.
52. ↑  Александров, 1987, с. 47.
53. 1 2  Константино-Еленинская башня Московского Кремля. Здесь узнавали всю подноготную. Прогулки по Москве. Дата обращения: 13 декабря 2017. Архивировано 17 октября 2018 года.
54. ↑  [way2day.com/article/konstantino-eleninskaya-bashnya-moskovskogo-kremlya.html Константино-Еленинская башня Московского Кремля]. way2day.com (6 сентября 2017). Дата обращения: 13 декабря 2017.
55. ↑  Александр Добровольский. Топ-10 московских призраков — и пятно, и хвост. ЗАО «Редакция газеты «Московский Комсомолец» (15 августа 2014). Дата обращения: 13 декабря 2017. Архивировано 10 января 2018 года.
56. ↑  Загадки сердца страны. Почему его обходят стороной грозы и любят вороны (рус.) // Аргументы и факты : газета. — 2006. — 12 июля (№ 28). Архивировано 26 февраля 2018 года.
57. ↑  Лубченков Ю., Тихомирова А., Богатская И. Кремль. — М.: Белый город, 2009. — С. 188.
58. ↑  Яковлева О. Тайны московских подземелий
59. ↑  Борис Акунин. Алтын-толыбас. — М.: Олма-пресс, 2000. — 416 с. — ISBN 5-7654-0932-6. Архивировано 26 февраля 2018 года.
60. ↑  А. Соломонов. В Кремле стартовала программа по выпуску в природу птенцов сокола-сапсана. РИА Новости (6 июня 2017). Дата обращения: 13 декабря 2017. Архивировано 26 февраля 2018 года.
61. ↑  Пётр Павлов Виды старой Москвы. РОСФОТО. Дата обращения: 26 декабря 2017. Архивировано 28 декабря 2017 года.
62. ↑  Гончарова, 1980, с. 29.
63. ↑  Рябчиков, 1980, с. 48.
64. ↑  А.И. Целиков, Ю.С. Яралов. Всеобщая история архитектуры. Книга первая. Архитектура СССР / Н.В. Баранова. — М.: Стройиздат, 1975. — Т. 12. — 755 с. Архивировано 26 февраля 2018 года.
65. ↑  Бродский, 1996, с. 105.
66. ↑  Не дожидаясь приказа, в ночь с 1 на 2 ноября 1917 г. артиллеристы открыли огонь по Кремлю. Как был обстрелян Московский Кремль (рус.) // Аргументы и факты : газета. — 1990. — 6 ноября (№ 45). Архивировано 26 февраля 2018 года.
67. ↑  Константино-Еленинская башня. msk-guide.ru. Дата обращения: 13 декабря 2017. Архивировано 26 февраля 2018 года.
68. ↑  Константино-Еленинская башня. «Узнай Москву». Дата обращения: 13 декабря 2017. Архивировано 26 февраля 2018 года.
69. ↑  Татьяна Сыкова. Самые интересные факты про башни Кремля. Комсомольская правда (22 августа 2013). Дата обращения: 13 декабря 2017. Архивировано 9 ноября 2021 года.
70. ↑  Анна Ефанова. «В искусстве важно, что ты придумал и как схимичил». Известия (16 февраля 2016). Дата обращения: 13 декабря 2017. Архивировано 26 февраля 2018 года.
71. ↑  Патриарх Кирилл освятит икону на Спасской башне Кремля. Православие.ру (28 августа 2010). Дата обращения: 13 декабря 2017. Архивировано 22 января 2021 года.
72. ↑  Древние надвратные иконы найдены в башнях московского Кремля. Деловая газета Взгляд (11 мая 2010). Дата обращения: 13 декабря 2017. Архивировано 26 февраля 2018 года.
73. ↑  Сколько сегодня стоят 100 рублей 1993 года в виде купюры или монеты. Телекомпания КТВ-Луч (30 декабря 2016). Дата обращения: 13 декабря 2017. Архивировано 12 декабря 2017 года.
74. ↑  Анастасия Ассорова. Сокол мой ясный. Редкие птицы возвращаются на исторические места. Вечерняя Москва (13 июня 2017). Дата обращения: 13 декабря 2017. Архивировано 26 февраля 2018 года.
75. ↑  Владимир Трефилов. Сергей Хлебников: стены и башни Московского Кремля отреставрируют к 2020 г. РИА Новости (25 августа 2017). Дата обращения: 13 декабря 2017. Архивировано 11 мая 2018 года.
76. ↑  Роман Чернянский. В Москве начался очередной этап реставрации Кремля. The Village. Новости Москвы (3 ноября 2017). Дата обращения: 13 декабря 2017. Архивировано 10 января 2018 года.